# Phước Ngãi
Phước Ngãi là một xã thuộc huyện Ba Tri, tỉnh Bến Tre, Việt Nam.
Tên của xã được ghép từ tên của hai xã cũ là Phước Tuy và Phú Ngãi.

## Địa lý
Xã Phước Ngãi nằm ở phía đông bắc huyện Ba Tri, có vị trí địa lý:
- Phía đông giáp xã Bảo Thạnh và xã Bảo Thuận
- Phía tây giáp xã Mỹ Nhơn và xã Phú Lễ
- Phía nam giáp xã Vĩnh Hòa
- Phía bắc giáp xã Tân Xuân.

Xã Phước Ngãi có diện tích 15,57 km², dân số năm 2019 là 9.351 người, mật độ dân số đạt 601 người/km².

## Lịch sử

Cây còng

Địa bàn xã Phước Ngãi hiện nay trước đây vốn là hai xã Phước Tuy và Phú Ngãi thuộc huyện Ba Tri.
Trước khi sáp nhập, xã Phú Ngãi có diện tích 10,43 km², dân số là 5.701 người, mật độ dân số đạt 547 người/km², có 3 ấp: Phú Long, Phú Thạnh, Phú Thuận. Xã Phước Tuy có diện tích 5,14 km², dân số là 3.650 người, mật độ dân số đạt 710 người/km².
Ngày 10 tháng 1 năm 2020, Ủy ban Thường vụ Quốc hội ban hành Nghị quyết số 856/NQ-UBTVQH14 về việc sắp xếp các đơn vị hành chính cấp xã thuộc tỉnh Bến Tre (nghị quyết có hiệu lực từ ngày 1 tháng 2 năm 2020). Theo đó, sáp nhập toàn bộ diện tích và dân số của hai xã Phú Ngãi và Phước Tuy thành xã Phước Ngãi.